# Квавенжане Волис
Квавенжане Волис (енгл. Quvenzhané Wallis, IPA: , (kwah-vehn-zhuh-nay); 28. август 2003) је америчка глумица, позната по улози Хашпапи, у филму Звери јужних дивљина, који је уједно био и њен филмски деби. Волисова је добила улогу у конкуренцији од преко четири хиљаде девојчица, а касније је за своје извођење била номинована за Оскара за најбољу главну глумицу. Тако је постала најмлађа особа која је номинована за ту награду.

## Филмографија
| Улоге Квеванзане Волис |                      |               |                 | |
| Година                 | Српски назив         | Изворни назив | Улога           | Напомена |
| 2012.                  | Звери јужних дивљина |               | Хашпапи         | номинована Оскар за најбољу главну глумицу номинована — Награда Удружења телевизијских филмских критичара за најбољу глумицу у главној улози |
| 2013.                  | 12 година ропства    |               | Маргарет Нортуп | |